# Hannu Rajaniemi

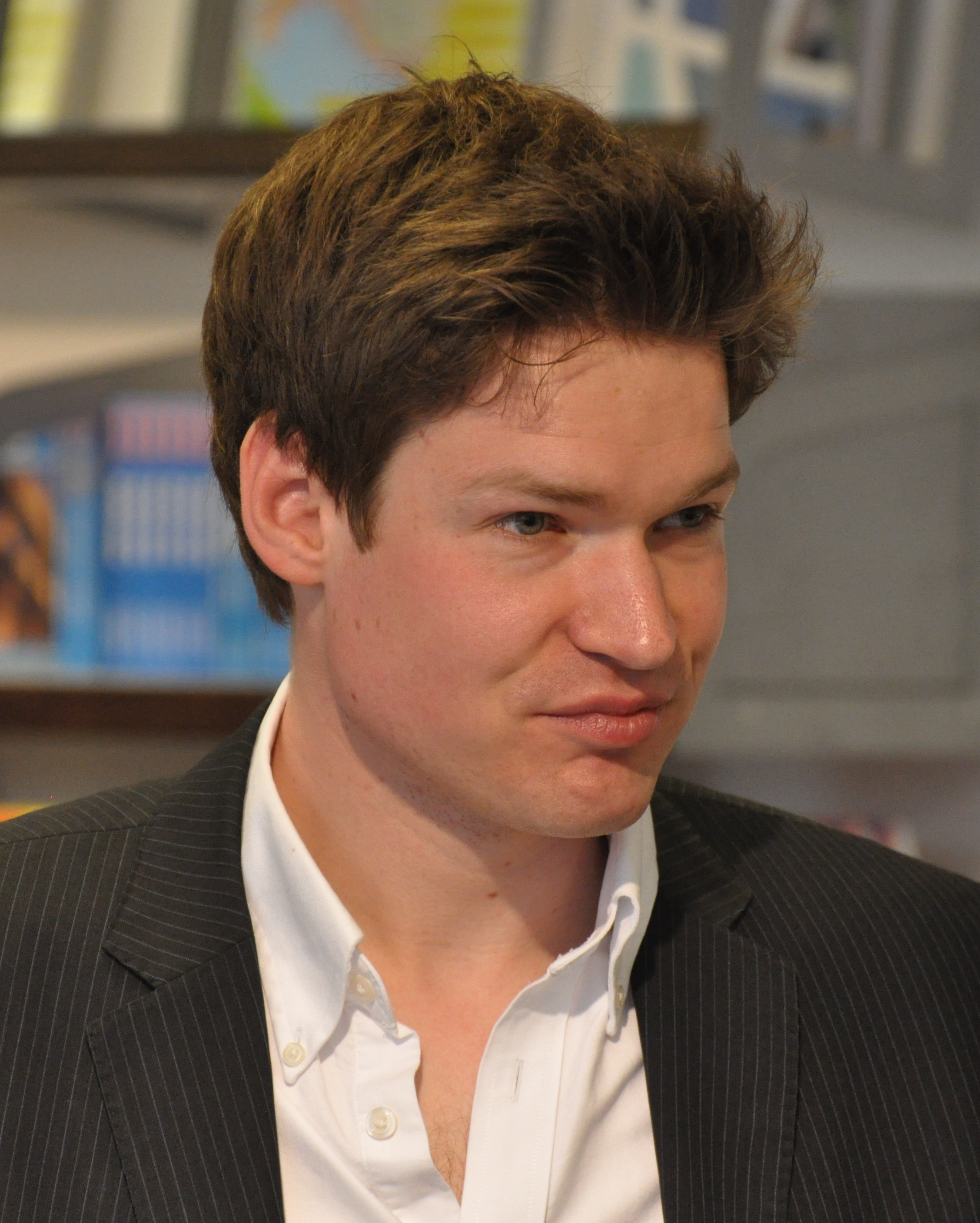
Hannu Rajaniemi

Hannu Rajaniemi (* 9. März 1978 in Ylivieska, Finnland) ist ein finnischer Science-Fiction- und Fantasy-Autor. Er lebt in Edinburgh, Schottland und ist Mitbegründer der Technologie Consulting Firma ThinkTank Maths.

## Leben
Rajaniemi erreichte einen B.Sc. in Mathematik von der Universität Oulu, ein Certificate of Advanced Study in Mathematik von der University of Cambridge und einen Ph.D. in mathematischer Physik von der University of Edinburgh. Vor seinem Doktor absolvierte er seinen Militärdienst als Forscher für die finnischen Streitkräfte.
Während er seinen Ph.D. in Edinburgh machte, schloss sich Rajaniemi dem Writers’ Bloc, eine Autorengruppe in Edinburgh, die semi-reguläre Spoken Word Performances veranstaltete und Charles Stross zu seinen Mitgliedern zählt, an. Diese frühen Arbeiten inkludierten seine erste 2003 publizierte Kurzgeschichte Shibuya no Love und seine Kurzgeschichte Deus Ex Homine in Nova Scotia, eine Anthologie des Jahres 2005 mit schottischer Science Fiction und Fantasy, mit der er die Aufmerksamkeit seines derzeitigen Agenten John Jarrold erweckte.

## Werke

### Sammlungen
- Words of Birth and Death (2006, Bloc Press), enthält
  - The Viper Blanket
  - Barley Child
  - Fisher of Men

### Romane

#### Quantum Reihe
- Quantum (= Quantum. Band 1). Piper Taschenbuch, 2012, ISBN 978-3-492-26875-2 (englisch: The Quantum Thief.).
- Fraktal (= Quantum. Band 2). Piper, 2013, ISBN 978-3-492-70194-5 (englisch: The Fractal Prince.).
- (Quantum. Band 3) (englisch: The Causal Angel, 2014. ISBN 978-0-575-08896-2).
  - Laut Piper wegen geringer Nachfrage keine deutsche Übersetzung geplant.